# Softbal op de Olympische Zomerspelen 1996
Softbal is een van de sporten die beoefend werden tijdens de Olympische Zomerspelen 1996 in Atlanta. De sport werd alleen door vrouwen beoefend op de Olympische Spelen. De acht deelnemende landen streden eerst een halve competitie tegen elkaar, waarbij ieder land eenmaal tegen elk ander land speelt. De beste vier landen kwalificeerden zich voor de halve finales.

## Dames

### Groepsfase

#### Uitslagen
| datum   | tijd  | land             |    |   |    | land             |
| ------- | ----- | ---------------- | -- | - | -- | ---------------- |
| 21 juli | 09:00 | Puerto Rico      | 0  | - | 10 | Verenigde Staten |
| 21 juli | 09:00 | Chinees Taipei   | 1  | - | 2  | Canada           |
| 21 juli | 18:30 | China            | 6  | - | 0  | Australië        |
| 21 juli | 18:30 | Japan            | 3  | - | 0  | Nederland        |
| 22 juli | 09:00 | Australië        | 4  | - | 0  | Chinees Taipei   |
| 22 juli | 09:00 | China            | 0  | - | 3  | Japan            |
| 22 juli | 18:30 | Puerto Rico      | 0  | - | 4  | Canada           |
| 22 juli | 18:30 | Nederland        | 0  | - | 9  | Verenigde Staten |
| 23 juli | 09:00 | China            | 2  | - | 1  | Canada           |
| 23 juli | 09:00 | Chinees Taipei   | 7  | - | 1  | Nederland        |
| 23 juli | 18:30 | Japan            | 1  | - | 6  | Verenigde Staten |
| 23 juli | 18:30 | Australië        | 0  | - | 2  | Puerto Rico      |
| 24 juli | 09:00 | Chinees Taipei   | 0  | - | 4  | Verenigde Staten |
| 24 juli | 09:00 | China            | 10 | - | 0  | Puerto Rico      |
| 24 juli | 18:30 | Australië        | 1  | - | 0  | Nederland        |
| 24 juli | 18:30 | Canada           | 0  | - | 4  | Japan            |
| 25 juli | 09:00 | Nederland        | 0  | - | 8  | China            |
| 25 juli | 09:00 | Australië        | 10 | - | 0  | Japan            |
| 25 juli | 18:30 | Puerto Rico      | 2  | - | 10 | Chinees Taipei   |
| 25 juli | 18:30 | Verenigde Staten | 4  | - | 2  | Canada           |
| 26 juli | 09:00 | Japan            | 8  | - | 1  | Puerto Rico      |
| 26 juli | 09:00 | Verenigde Staten | 1  | - | 2  | Australië        |
| 26 juli | 18:30 | Nederland        | 1  | - | 4  | Canada           |
| 26 juli | 18:30 | China            | 1  | - | 0  | Chinees Taipei   |
| 27 juli | 09:00 | Canada           | 2  | - | 5  | Australië        |
| 27 juli | 09:00 | Nederland        | 2  | - | 0  | Puerto Rico      |
| 27 juli | 18:30 | China            | 2  | - | 3  | Verenigde Staten |
| 27 juli | 18:30 | Japan            | 5  | - | 1  | Chinees Taipei   |

#### Eindstand
|   | land             | Gs | W | V | RF | RA | Ptn  | Gb |
| - | ---------------- | -- | - | - | -- | -- | ---- | -- |
| 1 | Verenigde Staten | 7  | 6 | 1 | 37 | 7  | .857 | -  |
| 2 | China            | 7  | 5 | 2 | 29 | 7  | .714 | 1  |
| 3 | Australië        | 7  | 5 | 2 | 22 | 11 | .714 | 1  |
| 4 | Japan            | 7  | 5 | 2 | 24 | 18 | .714 | 1  |
| 5 | Canada           | 7  | 3 | 4 | 15 | 18 | .429 | 3  |
| 6 | Chinees Taipei   | 7  | 2 | 5 | 19 | 19 | .286 | 4  |
| 7 | Nederland        | 7  | 1 | 6 | 4  | 32 | .143 | 5  |
| 8 | Puerto Rico      | 7  | 1 | 6 | 5  | 44 | .143 | 5  |

### Halve Finales
| datum   | tijd  | land      |   |   |   | land             |
| ------- | ----- | --------- | - | - | - | ---------------- |
| 29 juli | 18:30 | China     | 0 | - | 1 | Verenigde Staten |
| 29 juli | 18:30 | Australië | 3 | - | 0 | Japan            |

### Finale (Bronzen medaille)
| datum   | tijd  | land  |   |   |   | land      |
| ------- | ----- | ----- | - | - | - | --------- |
| 30 juli | 16:30 | China | 4 | - | 2 | Australië |

### Grand Finale (Gouden medaille)
| datum   | tijd  | land  |   |   |   | land             |
| ------- | ----- | ----- | - | - | - | ---------------- |
| 30 juli | 19:00 | China | 1 | - | 3 | Verenigde Staten |

### Eindrangschikking
| rang   | land | sporter(s) |
| ------ | ---- | --- |
| Goud   | USA  | Danielle Tyler, Christa Lee Williams, Laura Berg, Gillian Boxx, Sheila Cornell, Lisa Fernandez, Michele Granger, Lori Harrigan, Dionna Harris, Kim Maher, Leah O'Brien, Dot Richardson, Julie Smith, Michele Mary Smith, Shelly Stokes                              |
| Zilver | CHN  | Zhongxin An, Hong Chen, Liping He, Li Lei, Yaju Liu, Xuqing Liu, Ying Ma, Jingbai Ou, Hua Tao, Lihong Wang, Ying Wang, Qiang Wei, Jian Xu, Fang Yan, Chunfang Zhang                                                                                                 |
| Brons  | AUS  | Joanne Brown, Kim Cooper, Carolyn Crudgington, Kerry Dienelt, Peta Edebone, Tanya Harding, Jennifer Holliday, Jocelyn Lester, Sally McDermid, Francine McRae, Haylea Petrie, Nicole Richardson, Melanie Roche, Natalie Ward, Brooke Wilkins                         |
| 4      | JPN  | |
| 5      | CAN  | |
| 6      | TPE  | |
| 7      | NED  | Madelon Beek - Petra Beek - Luciène Geels - Jacqueline de Heer - Marjolein de Jong - Jacqueline Knol - Anita Kossen - Anouk Mels - Sandra Nieuwveen - Penny le Noble - Corrine Ockhuijsen - Sonja Pannen - Marlies van der Putten - Gonny Reijnen - Martine Stiemer |
| 8      | PUR  | |